# 文化唯物主义
文化唯物主義涉及到两方面的学术研究：
- 人类学（英語：anthropology）：一种人类学的研究范式，最主要的支持者是马文·哈里斯（Harris, Marvin）。
- 文化研究（英語：Cultural Studies）：文学理论和文化研究中的一个运动，关注的是英国文艺复兴文学和文艺复兴戏剧的分析。主要拥护者為雷蒙德•威廉斯（Williams, Raymond）

除了同样受到马克思主义的影响以外，二者之间是很难找到确切的联系和影响的。
文化唯物主义作为人类学研究方向最早是由马文·哈里斯在他的著作《人类学理论的兴起》（The Rise of Anthropological Theory，1968）中作为一种理论范式和研究策略提出的。事实上，这被认为是这项工作最持久的成就。哈里斯后来发展出一整套理论来为这个范式阐述和辩护，主要集中在他的《文化唯物主义》（Cultural Materialism，1979）中。对于哈里斯来说，文化唯物主义“是基于一个简单的前提，即人类社会生活是对现实存在问题的回应。” 
哈里斯的文化唯物主义概念受到了卡尔·马克思（Karl Marx）和弗里德里希·恩格斯（Friedrich Engels）的著作的影响，但是他的唯物主义是有别于马克思主义辩证唯物主义的，虽然它们都是从哲学唯物主义来的。托马斯•马尔萨斯的工作鼓励哈里斯将再生产与生产放到同等重要来思考。这一研究策略也受到了之前人类学家的影响，包括斯宾塞（Spencer, Herbert）、爱德华·泰勒（Tylor, Herbert）和摩尔根（Morgan, Lewis Henry）——摩尔根是十九世纪第一个提出文化是随着时间从简单形态进化到复杂形态的人。怀特（White, Leslie）和斯图尔德（Steward, Julian）的文化进化论和文化生态主义理论也促进了进化论文化理论在二十世纪的重新崛起，哈里斯从他们那里汲取灵感形成了文化唯物主义。哈里斯在他1968年的著作《人类学理论的兴起》里对西方文化思想作了广泛的批评，也就是在这本书里他第一次提出了文化唯物主义的名称。

## 认识论原则
文化唯物主义是一种科学研究方法。其他重要的原理包括操作性定义、波普尔(Popper, Karl)的可证伪性、库恩(Kuhn, Thomas)的范式，以及由孔德(Comte, Auguste)首先提出并由维也纳学派(Vienna Circle)广为传播的实证哲学。科学技术用于理解文化间的异同时所碰到的首要的问题就是研究策略如何“treats the relationship between what people say and think as subjects and what they say and think and do as objects of scientific inquiry”。作为这个问题的回应，文化唯物主义区分了行为活动和思想、价值以及其他精神活动。同时区分了主位操作(emic operation)和客位操作(etic operation)。
主位操作在文化唯物主义中被认为是描述和分析在当地人看来也认为是真实的、有意义的和适当的。客位操作就是其中的范畴和概念是由旁观者运用，并能够形成科学理论。
客位和行为的基础结构(Infrastructure)，是由一个社会和环境的关系构成的，包括他们的生产和再生产的道德和行为模式（物质关系）。
客位和行为的中程结构(Structure)，一个社会内部的道德、行为和政治经济学（社会关系）。
客位和行为的结构上层建筑(Superstructure)，一个社会中道德和行为的符号和意识形态方面，比如，艺术、仪式、运动、竞技和科学（符号和意识形态关系）。
主位和精神的上层建筑，包括"conscious and unconscious cognitive goals, categories, rules, plans, values, philosophies, and beliefs" (Harris 1979:54)（意义或者意识形态关系）。
通过划分文化，文化唯物主义力主的观念被认为多少有一点经济基础决定论。这个唯物主义本质的意思是基础结构几乎在所有的情况下都是文化进化背后最重要的力量。
中程结构和上层建筑并没被看作“insignificant, epiphenomenal reflexes of infrastructural forces”。
中程结构和符号/意识形态方面扮演着维持系统整一性的调节机制的角色。
这一研究策略预言长期的上层建筑更可能决定中程结构，但中程结构也比别的任何因素都对上层建筑影响更大。因此，之前的马克思主义思想中大量提及，物质变化（比如说技术上或者环境上）会被很大程度上视作对社会组织和意识形态决定模式的反应。
在整个八十年代，马文·哈里斯和行为心理学家就跨学科研究有了建设性意见交换，其中最重要的就是格伦(Glenn, Sigrid)。到目前为止，行为心理学家已经创立了一套基本的探索性试验设施来朝着这个目标努力。
文化唯物主义在文学理论和文化研究里可以追溯到左翼文学批评家雷蒙德·威廉斯的工作。文化唯物主义使得分析工作得以建立在批判理论和法兰克福学派传统的基础上。它是作为一场八十年代前期的理论运动出现的，伴随着新历史主义一起，新历史主义是一种美国对早期现代(early modern)文学的研究方法，它和文化唯物主义分享许多共同背景。这个词组由威廉斯创造，用来形容一种左翼文化主义和马克思主义分析的理论融合。文化唯物主义者分析特定的历史文件，试图分析和重建特定历史时期的时代精神。
威廉斯将文化看作一种“生产过程(productive process)”，是生产资料的组成部分，文化唯物主义能够经常识别出他所说的“剩余的”、“新兴的”、“反抗的”文化要素。追随着马尔库塞(Marcuse, Herbert)、葛兰西(Gramsci, Antonio)等人的传统，文化唯物主义者通过对关注边缘地带的格外关注，扩展了马克思主义（新马克思主义）的阶级分析。
文化唯物主义者分析社会中的霸权权力占有经典的、历史性的重要文本（比如莎士比亚和奥斯丁）并试图利用它们来验证或给文化幻象标上特定的价值的整个过程。《政治性的莎士比亚》(Political Shakespeare)一书的作者多利莫尔(Dollimore, Jonathan)和辛菲尔德(Sinfield, Alan)对这个运动的发展产生了十分重大的影响，他们的著作被认为是一个开创性的文本。他们鉴别了文化唯物主义的四个定义特征：
- 历史语境(Historical context)
- 文本细读(Close textual analysis)
- 政治信仰(Political commitment)
- 理论方法(Theoretical method)

文化唯物主义者试图关注为当代权力结构所奴役的，用以传播意识形态的过程，比如教堂、国家、学院。在这个工作里，他们探索一个文本的历史语境和他的政治影响，然后通过文本细读分析关注主导性的霸权地位。他们辨识拒绝或者颠覆这个地位的可能性。英国批评家豪尔德尼斯(Holderness, Graham)将文化唯物主义定义为“历史学的政治化形式”。
文化唯物主义坚持同社会性别、性别、种族、阶级研究联姻的重要性，它到目前为止还保持着对文学研究的显著影响，特别是在英国。文化唯物主义者发现文艺复兴研究领域特别容易接受这种分析方式。传统人文学者的阅读方式常常回避对文本阅读中被压迫和被边缘化的群体的关注，因此文化唯物主义者经常在释读文学文本时关注这些群体，从而开辟出一条处理文学批评领域中表征问题的新路。